# Dimos Palamas
Dimos Palamas (Palamas) är en kommun i Grekland.   Den ligger i prefekturen Nomós Kardhítsas och regionen Thessalien, i den centrala delen av landet, 220 km nordväst om huvudstaden Aten. Antalet invånare är 18 500. Arean är 383 kvadratkilometer.
Terrängen i Dimos Palamas är platt åt sydväst, men åt nordost är den kuperad.